# Pero de Portas
Pero de Portas es el nombre de una variedad cultivar de manzano (Malus domestica). Esta manzana es originaria de Galicia, está cultivada en la colección de árboles frutales y banco de germoplasma de Mabegondo con el Nº 236; ejemplares procedentes de esquejes localizados en Portas (Pontevedra).

## Sinónimos
- "Manzana Pero de Portas",[4][5]
- "Maceira Pero de Portas".

## Características
El manzano de la variedad 'Pero de Portas' tiene un vigor vigoroso. Tamaño grande y porte erguido.
Época de inicio de brotación a partir del 17 de marzo y de floración a partir del 29 de abril.
Las hojas tienen una longitud del limbo de tamaño medio, con la máxima anchura del limbo es estrecha. Longitud de las estípulas es corta y la máxima anchura de las estípulas es desconocido. Denticulación del borde del limbo es serrado, con la forma del ápice del limbo cuspidado y la forma de la base del limbo es agudo. Con subestípulas ausentes.
Sus flores tienen una longitud de los pétalos desconocido, con una anchura de los pétalos desconocido, disposición de los pétalos desconocido, con una longitud del pedúnculo corta.
La variedad de manzana 'Pero de Portas' tiene un fruto de tamaño pequeño, de forma oblonga-truncada, de color amarillo, con chapa a rayas, e intensidad pálida. Epidermis de textura suave, con pruina en su superficie y con presencia de cera media. Sensibilidad al "russeting" (pardeamiento áspero superficial que presentan algunas variedades) muy poco sensible. Con lenticelas de tamaño pequeño.
Los sépalos están dispuestos de forma parcialmente replegados, y superpuestos en su base; su fosa calicina es poco profunda y de una anchura media. Pedúnculo de grosor estrecho y de longitud largo, siendo la cavidad peduncular de una profundidad poco profunda y de anchura estrecha. Con pulpa de color blanca-crema, cuya firmeza es intermedia y su textura es intermedia; su jugosidad es intermedia, con sabor de acidez media, y aromática.
Época de maduración y recolección a partir del 24 de septiembre. 'Pero de Portas' es una manzana que su destino es la conservación de esta variedad en el banco de germoplasma de Mabegondo como reserva genética.

## Susceptibilidades
- Oidio: no presenta
- Moteado: no presenta
- Raíces aéreas: no presenta
- Momificado: no presenta
- Pulgón lanígero: no presenta
- Pulgón verde: ataque débil
- Araña roja: no presenta
- Chancro del manzano: no presenta.[3]